# Factor de configuración

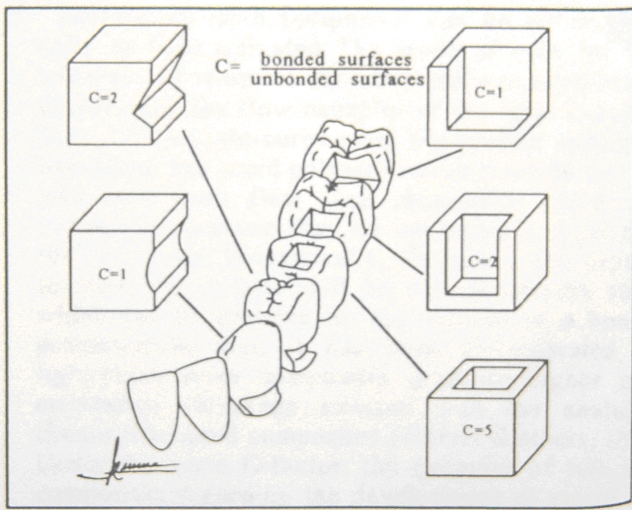
Distintos casos para calcular el FACTOR C

En odontología, el factor de configuración (también conocido como Factor C) se refiere al número de superficies adheridas en contra de las no adheridas en la restauración de un diente.
Por ejemplo, en una reparación oclusal clase I debería haber 5 superficies adheridas y una superficie no adherida. Esto resultaría en un factor C = 5.
Así como aumenta el factor C es como aumentan las posibilidades de perturbar la forma de la restauración cuando se usan compuestos de resina.
Este efecto es causado por la reducción de superficies no adheridas en las cuales el compuesto de resina puede 'fluir' para aliviar el estrés de la polimerización. La técnica de 'incremento de capas' ha sido sugerida para compensar las reparaciones con un factor de configuración alto.
La polimerización de la resina fluida hace que los monómeros se peguen hasta formar un polímero.
al juntarse estas reducen su volumen en un 2%-7%.
En síntesis, una polimerización de resina fluida en una preparación con un FACTOR C elevado inadecuada se contraera incovenientemente la resina favoreciendo las fracturas en los puntos de adherencia. Afectaría directamente a la permeabilidad de la preparación volviéndola vulnerable a una colonización bacteriana y podría causar microfracturas en la orilla de la preparación en caso sea oclusal.
Para evitar este problema se utilizan distintos procedimientos dependiendo del FACTOR C, el tipo de resina y de reparación.
Entre los procedimientos esta modificar los tiempos de exposición a la luz fría, el 'polimerizado por capas' o agregar algún tipo de fibra a la resina.